# PTT Public Company

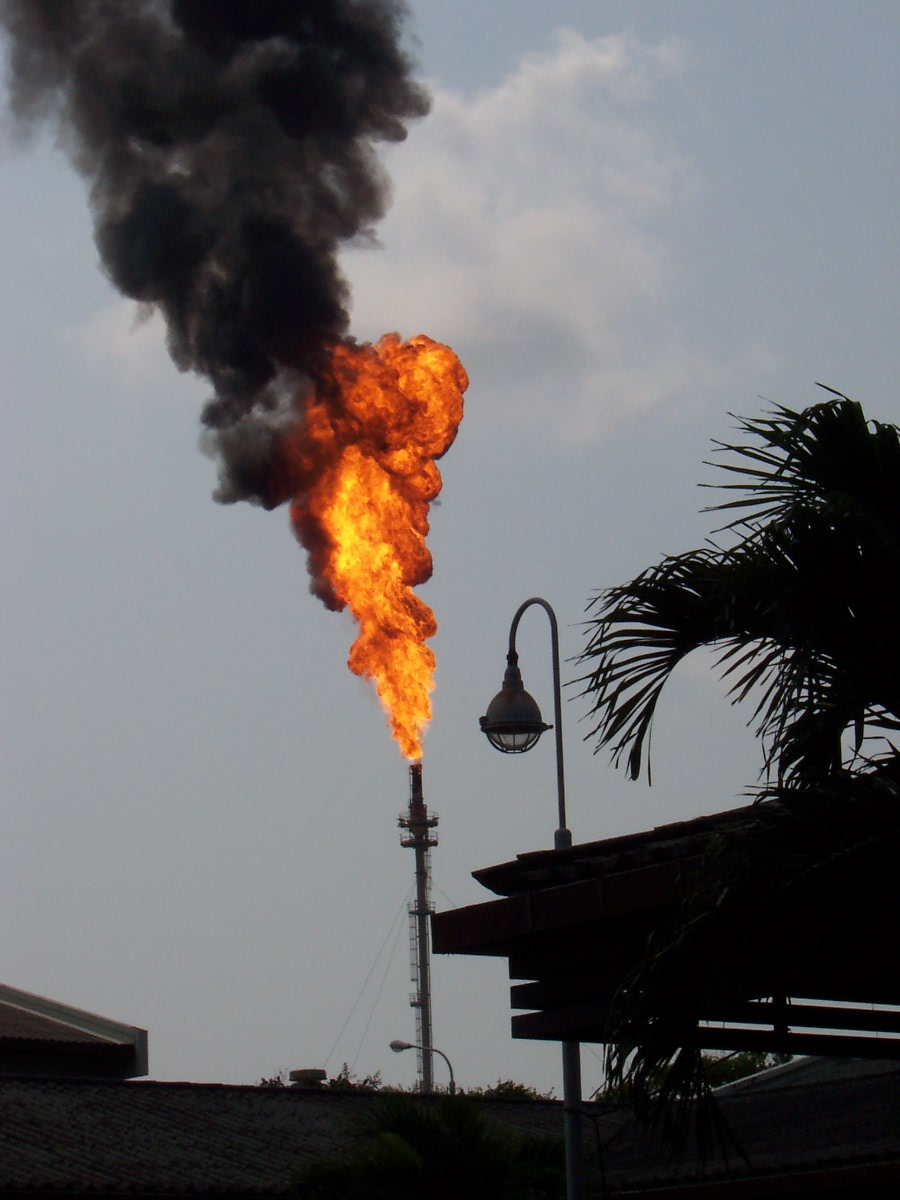
Газовое месторождение PTT в Таиланде

PTT Public Company (บริษัท ปตท. จำกัด) — крупнейшая нефтегазовая компания Таиланда, входит в двадцатку крупнейших нефтегазовых компаний мира. PTT занимается разведкой, добычей, транспортировкой и переработкой нефти и природного газа, добычей и импортом угля, прокладкой и обслуживанием трубопроводов (в том числе подводных газопроводов, проложенных по дну Сиамского залива), производством топлива, смазочных материалов и электроэнергии, владеет сетью газовых терминалов и автозаправочных станций.
Основана в 1978 году. Контрольный пакет акций PTT принадлежит правительству Таиланда, компания котируется на Фондовой бирже Таиланда. Штаб-квартира расположена в Бангкоке.
Зарубежные активы PTT и её дочерних компаний расположены в Канаде, США, Алжире, Египте, Австралии, Новой Зеландии, Бразилии, Гонконге, Сингапуре, Индонезии, Вьетнаме, Лаосе, Брунее, Омане, Нидерландах, Франции, Мозамбике и на Филиппинах.

## История
Поиски нефти в Таиланде начались в 1921 году в бассейне Фанг на севере страны, но обнаруженные запасы оказались невелики. В 1956 году там же был построен первый НПЗ производительностью 1 тыс. баррелей в день. На рынке нефтепродуктов страны в 1960-х годах доминировали американские компании, среди них была Summit Industrial Corporation, торговая компания, основанная китайскими эмигрантами. Summit стала оператором нового НПЗ Бангчак, строительство которого было завершено в 1968 году. В 1970-х годах в Таиланде были обнаружены значительные запасы природного газа, для добычи которого была создана Организация природного газа Таиланда.
В декабре 1978 года было основано Управление нефти Таиланда (Petroleum Authority of Thailand, PTT), вобравшее в себя Организацию природного газа, НПЗ Бангчак и другие активы. В 1980 году PTT приобрела 49 % крупной нефтяной компании Thai Oil, основанной в 1961 году. В 1985 году была основана дочерняя компания PTT Exploration and Production, занятая добычей и переработкой нефти и газа (в том числе и за рубежом), начато строительство газопроводов и газоразделительного завода, на продукции которого начало развиваться химическое подразделение. В 1995 году компания начала добычу газа в Мьянме. В 2001 году PTT была частично приватизирована, 30 % её акций было размещено на Фондовой бирже Таиланда. В 2003 году компания начала добычу газа в Малайзии. В 2011 году была создана дочерняя нефтехимическая компания PTT Global Chemical.
В последние годы PTT инвестирует в возобновляемые и экологически чистые источники энергии, в том числе в солнечные электростанции, производство этанола из сахарного тростника и биопластика.

## Деятельность
Основные подразделения по состоянию а 2021 год:
- Природный газ — добыча газа в Таиланде, Малайзии и Мьянме, импорт сжиженного газа и распределение потребителям, газоразделение; на добычу в Таиланде приходится 64 % потребления газа. Также компания управляет сетью газопроводов общей протяжённостью 4,57 тыс. км, из них 2,13 тыс. км — подводные (большинство месторождений газа Таиланда — морские).
- Инвестиции в добычу — доли в различных проектах по добыче нефти и газа в Таиланде и других странах, всего 40 проектов в 15 странах.
- Нефтепереработка и маркетинг — деятельность нефтеперерабатывающий и нефтехимических предприятий, продажа нефтепродуктов.

На PTT приходится 43 % добычи углеводородов в Таиланде, конкурентами являются Chevron (21 %), Petronas (10 %), Total (9 %), Mitsui Oil Exploration (6 %). На рынке нефтепродуктов страны компания занимает 42 %, здесь ближайшими конкурентами являются Esso (11,3 %), Bangchak (10,4 %), Shell (7,5 %).
Доказанные запасы углеводородов на конец 2021 года составляли 1,35 млрд баррелей в нефтяном эквиваленте, из них нефти — 537 млн баррелей, природного газа — 169 млрд м³; 45 % запасов приходится на Таиланд. Средний уровень добычи в 2021 году составлял 416,1 тыс. баррелей в нефтяном эквивалента в день.

## Структура
PTT владеет в Таиланде пятью нефтеперерабатывающими заводами, несколькими нефтехимическими предприятиями, газовыми терминалами и крупнейшей в стране сетью автозаправочных станций. Основными структурными подразделениями группы в сфере нефтепереработки являются Thai Oil, PTT Global Chemical, Star Petroleum Refining Company и Bangchak Petroleum, в сфере добычи нефти и газа — PTT Exploration and Production, в сфере нефтехимии — PTT Global Chemical, IRPC, HMC Polymers Company, PTT Polymer Logistics Company, PTT Phenol Company и PTT Asahi Chemical Company.
Среди непрофильных активов PTT за рубежом — добыча угля и производство пальмового масла в Индонезии, гидроэлектроэнергетика в Лаосе.
Кроме основных структурных подразделений в состав PTT входят следующие дочерние и аффилированные компании:
- Sakari Resources
- Andaman Transportation
- JV Marine
- Asia Pacific Marine Services
- JV Shore Base
- Shore Air
- Orange Energy
- Cove Energy
- Myriant Corporation
- Thai Tank Terminal
- Vencorex Holding

## Техногенные аварии
В 2009 году произошла утечка нефти на буровой платформе PTT в Тиморском море, в результате чего были значительно загрязнены окружающие воды. В 2013 году прорыв трубопровода PTT в Сиамском заливе привёл к загрязнению нескольких пляжей.